# Centraal Bureau voor de Statistiek

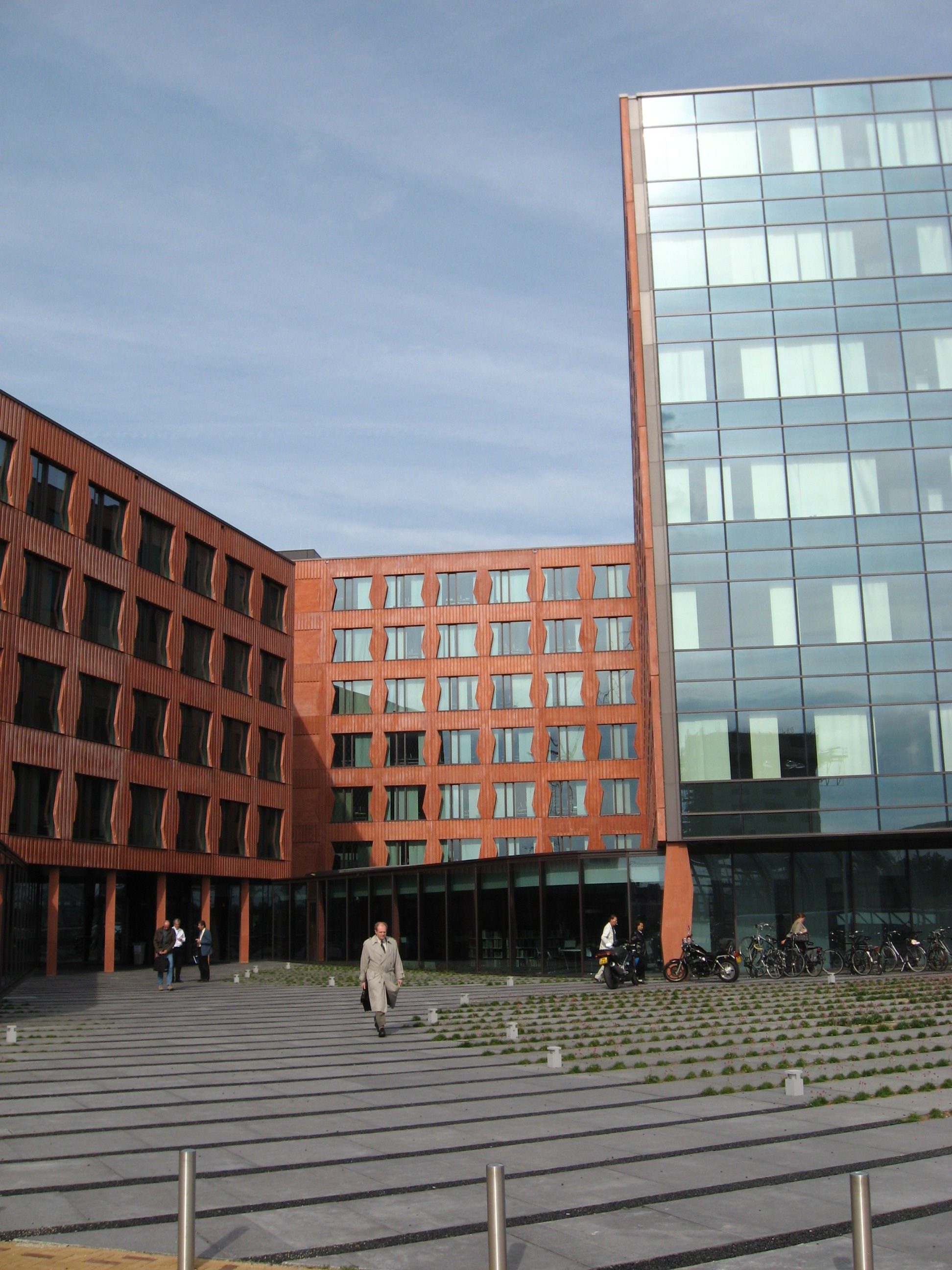
Het gebouw van het CBS in Den Haag van architect Casper Schwarz, opgeleverd in 2008

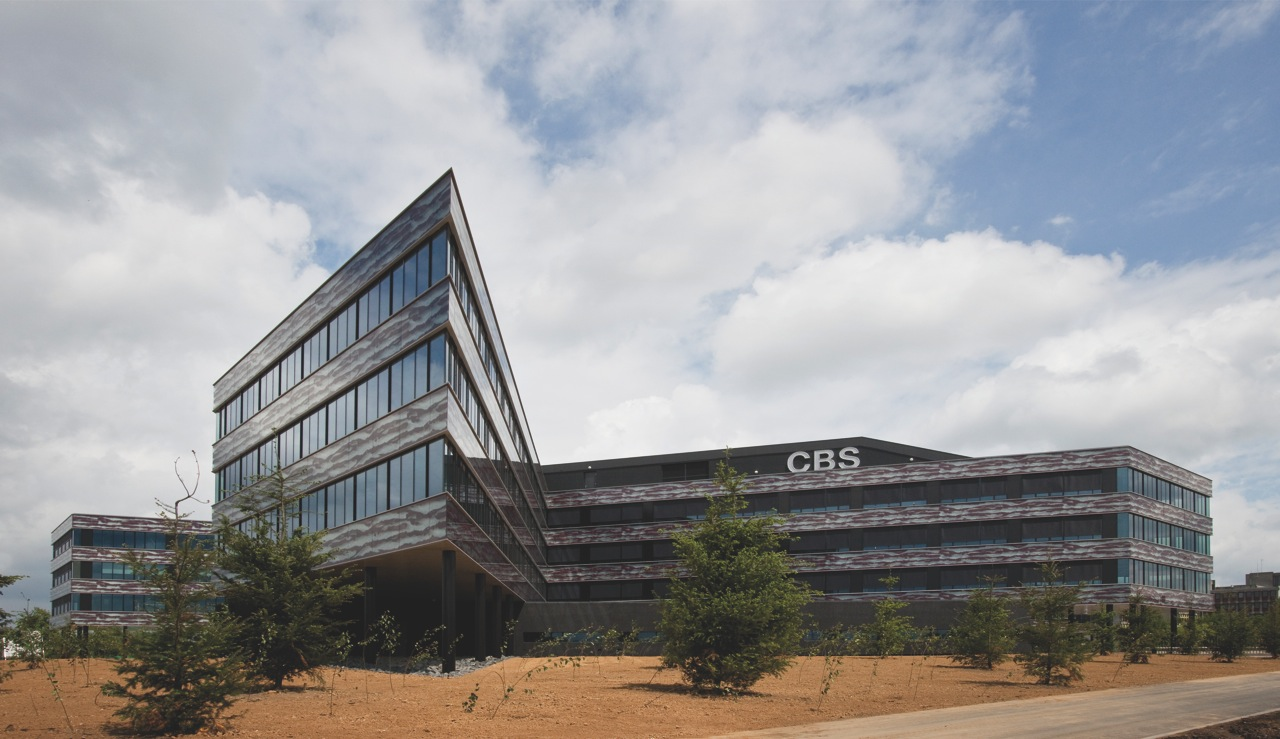
Het gebouw van het CBS in Heerlen

Het Centraal Bureau voor de Statistiek (CBS) verzamelt data over de  Nederlandse samenleving. Deze data worden verwerkt tot statistische informatie over allerlei maatschappelijke en economische thema’s. De wettelijke taak van het CBS is om de statistische informatie op een onafhankelijke wijze zo breed mogelijk te ontsluiten en gelijktijdig publiekelijk toegankelijk te maken.

## Geschiedenis
Op 6 oktober 1892 werd de Centrale Commissie voor de Statistiek (CCS) opgericht. Deze commissie had als taak het geven van adviezen en het zelfstandig samenstellen van statistieken voor de overheid. De vraag naar statistieken nam in de loop van die jaren toe, maar de CCS had niet de capaciteit om aan de vraag te voldoen. Daarom werd in 1898 door de Minister van Binnenlandse Zaken, Hendrik Goeman Borgesius, een voorstel ingediend om een centraal bureau op te richten. Op 9 januari 1899 is het CBS opgericht. 
De CCS hield de adviestaak. Daarnaast kreeg de CCS toezichtstaken. Zo beoordeelt zij het meerjarenprogramma en het werkprogramma van het CBS en stelt deze vast. 
Op 1 januari 2017 is de CCS vervangen door een Raad van Advies. De raad van advies adviseert de directeur-generaal over: 
- Het meerjarenprogramma en het werkprogramma van het CBS;
- De wijze waarop de nauwkeurigheid en de volledigheid van de van overheidswege openbaar te maken statistieken kunnen worden bevorderd zodat deze voorzien in de behoeften van praktijk, beleid en wetenschap;
- De bedrijfsvoering van het CBS en een efficiënte besteding van middelen.

Wanneer de positie van directeur-generaal vacant wordt, stelt de raad van advies een profielschets op, selecteert kandidaten op basis van een procedure die transparant is en gebaseerd op professionele criteria, en doet een aanbeveling aan de minister van EZK.
De wettelijke grondslag voor het CBS is sinds 20 november 2003 vastgelegd in de 'Wet op het Centraal Bureau voor de Statistiek'. Deze wet garandeert een onafhankelijke positie ten opzichte van de regering en andere overheidsinstellingen. Daarnaast is er een bestuursreglement en zijn er wettelijke regelingen en besluiten voor en over het aanleveren van gegevens.
Sinds 1 januari 2004 is het CBS een zelfstandig bestuursorgaan (ZBO). Het CBS voert als ZBO overheidstaken uit, maar valt het niet direct onder het gezag van een ministerie. Politiek verantwoordelijk voor wetgeving, budget en de voorwaarden is de minister van Economische Zaken. De kosten van CBS worden betaald uit de rijksbegroting via het ministerie van EZK en door inkomsten voor aanvullende statistische diensten voor andere (overheids)organisaties.

### Directeuren-generaal
- prof. dr. C.A. Verrijn Stuart, 1899-1906
- prof. dr. H.W. Methorst, 1906-1939
- prof. dr. Ph.J. Idenburg, 1939-1966
- dr. J.Ch.W. Verstege, 1966-1973
- prof. G. Goudswaard, 1974-1977
- prof. dr. W. Begeer, 1977-1991
- prof. dr. A.P.J. Abrahamse, 1991-1999
- ir. drs. R.B.J.C. van Noort, 1999-2004
- drs. G. van der Veen, 2004-2014
- dr. T.B.P.M. Tjin-A-Tsoi, 2014-2020
- drs. A. Berg, 2020-

## Gegevensverzameling
Het CBS verzamelt gegevens van natuurlijke personen, bedrijven en instellingen. Deze gegevensverzameling worden verwerkt tot statistieken. Voor het verzamelen van deze gegevens maakt het CBS gebruik van verschillende methoden. Personen, bedrijven en instellingen worden geënquêteerd. Dit gebeurt schriftelijk, digitaal of door een persoonlijk contact. Persoonsgegevens worden door het CBS op basis van enquêtes en/of interviews verzameld.  Interviews vinden telefonisch, elektronisch of door persoonlijk contact plaats. Ook gebruikt het CBS bestaande registraties, zoals het bevolkingsregister en de bestanden van de Kamers van Koophandel. Het gebruik van registers zorgt ervoor dat het CBS bedrijven of personen niet zo vaak meer hoeft te benaderen en dat verlaagt de enquêtedruk. Sinds het CBS een zelfstandig bestuursorgaan is, is het bureau zelfs verplicht registraties te gebruiken, indien beschikbaar. Als ZBO mag het bureau bovendien alle door de overheid betaalde registers gebruiken. 
Privacy van individuele gegevens over personen, bedrijven of instellingen worden door verschillende maatregelen beschermd. Zo worden gegevens bij ontvangst bij het CBS direct versleuteld. Met de versleutelde gegevens doet het CBS statistisch onderzoek. Het CBS verstrekt nooit herkenbare gegevens aan derden of aan andere overheidsinstellingen. Uit gepubliceerde statistische informatie zijn dan ook de individuele gegevens niet meer herkenbaar en herleidbaar. De privacy van burgers wordt door de Algemene verordening gegevensbescherming (AVG) beschermd. Daarnaast kent de CBS-wet, de Praktijkcode voor Europese statistieken en de Statistical Law en onze eigen gedragscode ook privacybepalingen waar het CBS zich aan houdt.
Onder strikte voorwaarden kunnen (wetenschappelijke) instellingen toegang krijgen tot versleutelde gegevens op persoons- en bedrijfsniveau.

## Gegevensontsluiting
De taak van het CBS is het maken van statistieken en deze uitkomsten openbaar te maken.  Ook moeten de CBS-uitkomsten voor iedereen op hetzelfde moment beschikbaar komen. Dit is vastgelegd in de Praktijkcode Europese statistieken.
In sommige gevallen kan het CBS de publicatie uitkomsten onder embargo ter voorinzage verstrekken aan overheidsorganisaties, instellingen en nieuwsorganisaties.
De publicatiemomenten van statistische informatie is opgenomen in de publicatieplanning. Deze is te raadplegen op de CBS-website.
Het CBS kent verschillende publicatie vormen die via de website van het CBS www.cbs.nl te benaderen zijn. Gebruikers hebben er gratis toegang tot onder meer nieuwsberichten, artikelen, methodebeschrijvingen en tabellen enz. De website en de statistische databank zijn afzonderlijk te raadplegen.

### Ontsluiting historische gegevensverzamelingen
Het CBS stelt een collectie van historisch statistische materiaal vanaf de 18e eeuw beschikbaar. Hier is een aparte website voor gemaakt. Data over volkstellingen vanaf 1795 tot en met 1971 zijn in excel-formaat beschikbaar. Deze website bevat ook cijfers over:
- Bedrijfstellingen (1930-1978)
- Beroepentellingen (1930, 1947)
- Woningtellingen (1947, 1956)
- Volkstellingen op buurtniveau (1947, 1960)[15]

## Internationale samenwerking
Voor statistiek is internationale vergelijkbaarheid van groot belang. Cijfers van Nederland moeten kunnen worden vergeleken met die van andere landen en moeten op een eenduidige manier worden gemaakt. Daarom werkt het CBS samen met internationale organisaties, zoals statistische bureaus uit andere landen.
In de Europese Unie participeert het CBS in het Europees Statistisch Systeem. Dat wordt gevormd door Eurostat, het Statistisch Bureau van de Europese Unie, de nationale statistiekbureaus van de EU-landen, en overige nationale producenten. Buiten Europa is het CBS actief in de internationale overlegfora van de Verenigde Naties (U.N. Statistical Commission) en de OECD (Statistisch Comité).